# Adem Karapici
Adem Karapici (* 1912; † 1972) war ein albanischer Fußballspieler und -trainer.

## Spielerkarriere

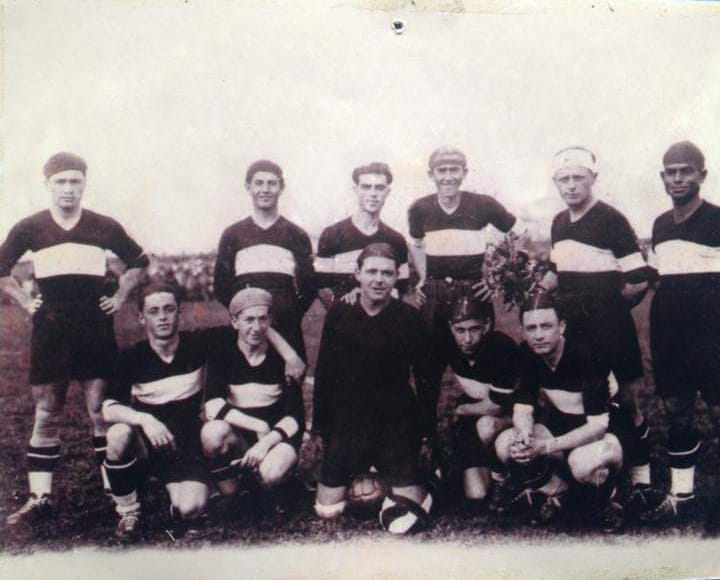
Aufnahme der Mannschaft von Teuta Durrës aus den 1930er Jahren mit Adem Karapici als Dritter oben von links

Karpaci studierte an der Sportakademie der Universität Rom.
Karapici begann seine Karriere beim SK Tirana. Er war in den ersten Jahren des albanischen Fußballs dabei und Teil des Teams des Seriensiegers. Er gewann mit SK Tirana insgesamt sechs Meistertitel in der albanischen Fußballmeisterschaft (1930, 1931, 1932, 1934, 1936, 1937).

## Trainerkarriere
Nach dem Ende seiner aktiven Laufbahn war Karapici als Fußballtrainer tätig.
Er war stellvertretender Trainer der albanische Fußballnationalmannschaft bei ihrem Sieg am Balkan-Cup 1946. Zwischen 1947 und 1948 war er Nationaltrainer, einer der ersten des Landes. Zeitgleich war er in diesen Jahren und darüber hinaus bis 1950 Trainer von KS 17. Nëntori Tirana, wie SK Tirana nach dem Regimewechsel hieß. Er gilt auch als Entdecker und Förderer von Panajot Pano bei Tirana.
Aus politischen Gründen wurde seine Karriere in der Folge gestoppt. Karapici musste wiederholt als Sportlehrer arbeiten und zeitweise auch Tirana verlassen. Er trainierte deshalb die Vereine Spartaku Tirana, Puna Durrës, Luftëtari Gjirokastra, Ylli i Kuq Pogradeci, Traktori Lushnja, KF Erzeni Shijak und KS Dajti, wodurch er den Profifußball in verschiedenen Regionen des Landes förderte.